# Caciocavallo palermitano
Il caciocavallo palermitano detto anche "di Godrano", è un formaggio di antichissima tradizione che prende il nome da Godrano, della Città metropolitana di Palermo, e che viene prodotto, oltre che in questo comune, anche nel Corleonese e nelle zone limitrofe del Palermitano.

## Caratteristiche
Il caciocavallo di Godrano (o palermitano), presidio Slow Food, comunemente chiamato "fiore a quattro facce",  è un formaggio a pasta filata ottenuto con latte vaccino prodotto da vacche di razza autoctona (soprattutto la Cinisara) che pascolano perlopiù libere fra le colline e i boschi. Il prodotto ha una classica forma a parallelepipedo. La crosta è sottile, liscia e di colore ambrato. La pasta è di colore giallo paglierino, compatta, tenace e con sfogliature a stagionatura avanzata. L'odore fragrante e caratteristico, cambia a seconda della stagionatura, il sapore è piccante. Il peso della forma si aggira intorno ai 10 kg. Il caciocavallo godranese si può gustare dopo un paio di settimane dalla produzione (in questo caso si parlerà di caciocavallo "fresco"), ma è ottimo anche con una stagionatura di sei mesi: è questa l'età in cui lo si consuma quotidianamente sulle tavole, grattugiato e spolverato sulle pietanze.

## Storia
ll Trasselli in Alcuni calmieri palermitani del 400 riferisce che già dal marzo del 1412 si riscontra un chiaro riferimento al caciocavallo palermitano, addirittura differenziandolo da altri quali il cacio vacchino e il cacio pecorino. Era considerato un cibo particolarmente pregiato e dagli elevati valori nutritivi, e come tale era destinato alle mense dei religiosi e veniva utilizzato per pagare gli affitti nelle campagne. 
Tale prelibato latticino, uno dei più gustosi e genuini dell'alimentazione siciliana, senza dubbio come tipicità del prodotto, rispetto alle altre produzioni casearie delle aree limitrofe, rappresenta una tradizione le cui origini vanno ben oltre la stessa data storica riconosciuta dalla costituzione di Godrano come realtà comunale. 
La continuità di popolazioni dedite in maniera preponderante alle attività silvo-pastorali, non è soltanto indotta dalle caratteristiche geografiche dei luoghi ed alle correlate condizioni di produttività, ma anche da una tradizione culturale frutto di conoscenze tramandate da generazioni in generazioni che assume, in queste contrade, un livello di specializzazione unico e differenziante.

## Lavorazione
Il riconoscimento della Denominazione di Prodotto Tradizionale ne certifica la produzione ottenuta con strumenti e fasi di lavorazione tradizionali. Il caciocavallo Godranese si ottiene aggiungendo del caglio di agnello o di capretto al latte appena munto. La massa compatta (cagliata) che si forma viene prima sbriciolata, a questo punto avviene la suddivisione della parte compatta (tuma) e il liquido in eccesso primo siero. La parte solida viene ben pressata e viene lasciata riposare. Dopo la si taglia e si mette a scolare sulle canne, cannara in lingua siciliana, si taglia nuovamente a fette e ancora si lascia riposare per almeno 4/5 ore dentro un recipiente con siero a temperatura di 70/75 gradi circa. Dopo un'ulteriore serie di tagli e di pressioni si ottiene una pasta pressata e omogenea che verrà appesa "a cavallo" (da qui il nome di "cacio a cavallo") su una pertica di legno (appizza tuma) e lasciata a scolare per 18/20 ore. L'indomani ancora manipolazioni esperte prima di comprimere il formaggio con assi in legno che gli daranno la forma caratteristica. Un giorno ancora di riposo, la salamoia e, finalmente, la stagionatura.